# قزل-تاش
قزل-تاش (به لاتین: Kyzyl-Tash) یک منطقهٔ مسکونی در روسیه است که در جمهوری آلتای واقع شده‌است.